# Saint-Martin-du-Manoir
Saint-Martin-du-Manoir là một xã thuộc tỉnh Seine-Maritime trong vùng Normandie miền bắc nước Pháp.

### Huy hiệu
| Arms of Saint-Martin-du-Manoir | The arms of the commune of Saint-Martin-du-Manoir are blazoned: Per bend sinister azure and tenné, a bend sinister wavy argent between the sword of St. Martin fesswise holding up a cloak and an oak tree eradicated Or. |

## Dân số
| 1962                                            | 1968 | 1975 | 1982 | 1990 | 1999 | 2006 |
| ----------------------------------------------- | ---- | ---- | ---- | ---- | ---- | ---- |
| 597                                             | 606  | 678  | 1715 | 1680 | 1542 | 1497 |
| Starting in 1962: Population without duplicates |      |      |      |      |      |      |